# Tejszín

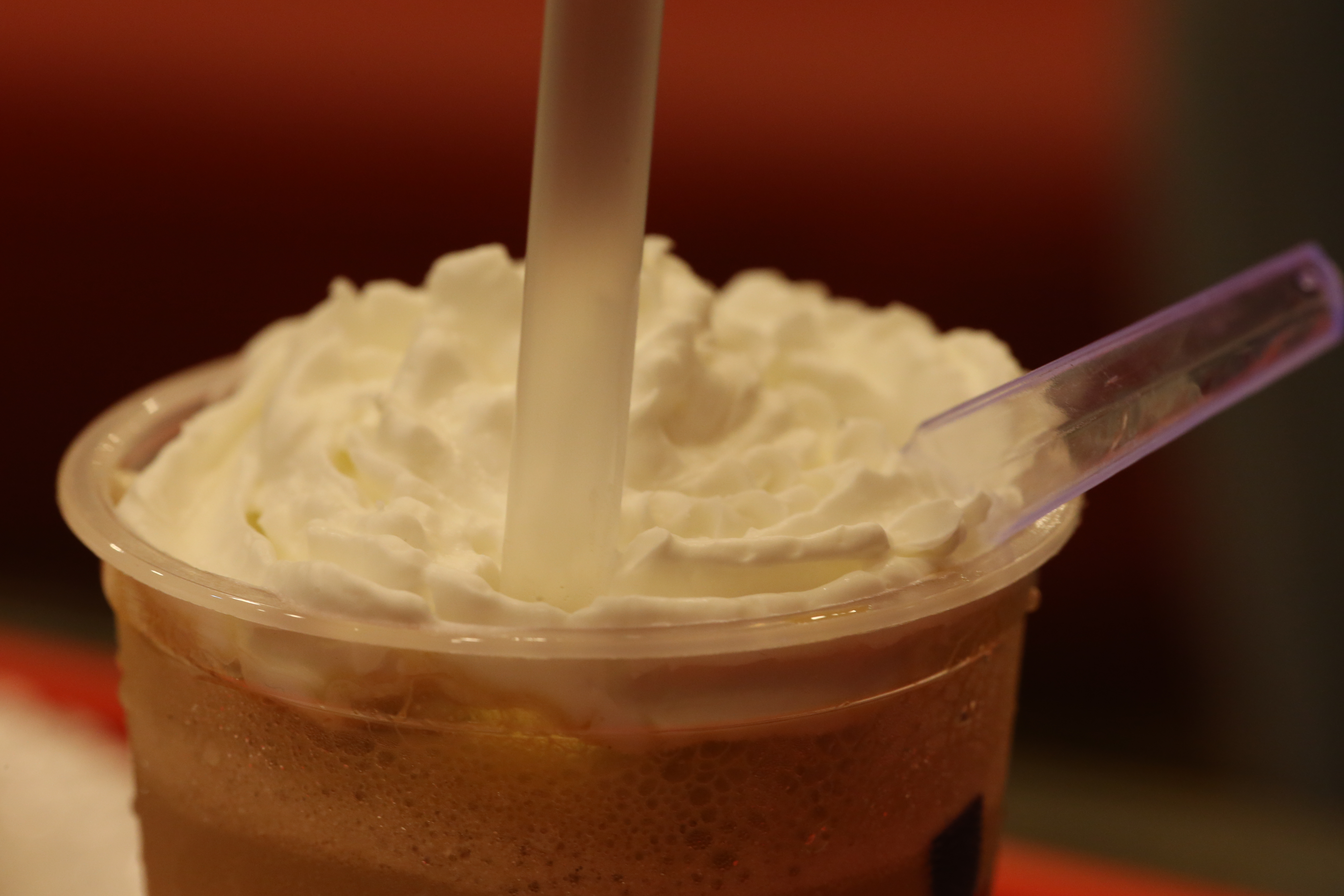
Tejszínhab

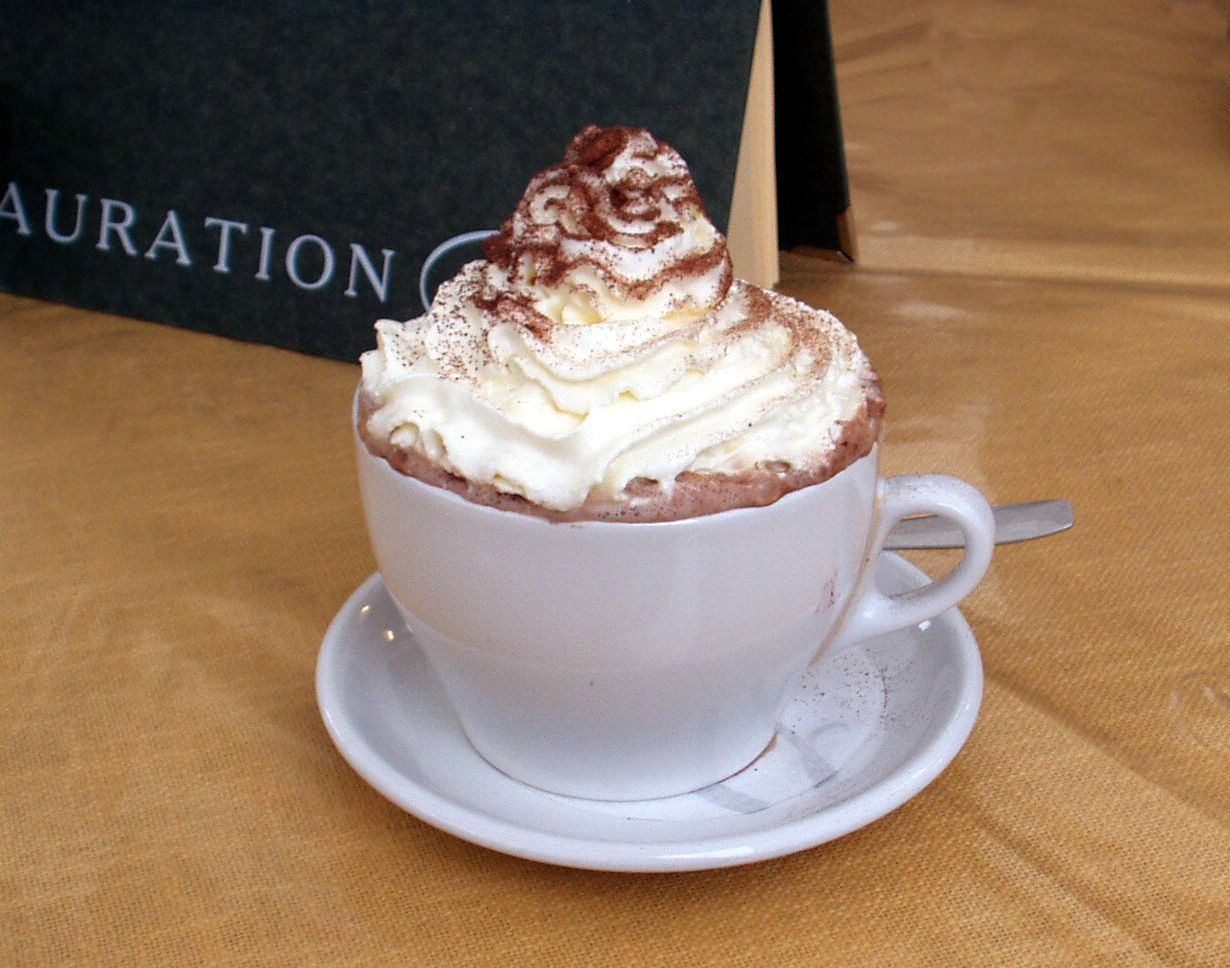
Forró csokoládé tejszínhabbal

A tejszín édes ízű, a nyers tejből gépi fölözéssel (szeparálással) nyert tejkészítmény. Vegán alternatívája a növényi tejszín.

## Zsírtartalma
A habtejszín 30%, a kávétejszín 16% zsírt tartalmaz. A Magyar Élelmiszerkönyvben szerepel a kézműves tejszín, mint a tejből fölözéssel előállított, minimum 40% zsírtartalmú termék.  Az Egyesült Királyságban 18, 36, 48 és 63% zsírtartalmú tejszínt (sour cream, clotted cream) is forgalmaznak.

## Tejtartalma
Újabban kapható olyan élelmiszeripari termék is, amely tejet/tejszínt egyáltalán nem tartalmaz. A Magyar Élelmiszerkönyv 1-3-1898/87 számú előírása a tej és tejtermékek megnevezésének védelméről kimondja, hogy a tejszín szó csak tejtermékre alkalmazható. Az említett termékre a tejszínhab-pótló por megnevezés nem használható. 

## A tejszínhab
A tejszínhab édesített és habosra felvert tejszín. Eredetileg tejszínből készült, habszifonnal vagy habverővel.